# Bauhinia curtisii
Bauhinia curtisii är en ärtväxtart som beskrevs av David Prain. Bauhinia curtisii ingår i släktet Bauhinia och familjen ärtväxter. Inga underarter finns listade i Catalogue of Life.